# Copa Airlines
Compañía Panameña de Aviación, S. A., діюча як Copa Airlines — флагманська авіакомпанія Панами зі штаб-квартирою у Панама-Сіті, що працює у сфері регулярних пасажирських авіаперевезень на внутрішніх маршрутах країни і за її межами, виконуючи більше 280 щоденних рейсів з 64 пунктів призначення в 29 країнах Північної, Центральної і Південної Америки і на Карибських островах.
Портом приписки авіакомпанії і її головним транзитним вузлом (хабом) є міжнародний аеропорт Токумен в Панама-Сіті.

## Історія

### Становлення
Авіакомпанія Compañía Panameña de Aviación (акронім — COPA) була утворена 21 червня 1944 року і початку операційну діяльність 15 серпня 1947 року. Засновниками компанії виступила група панамських інвесторів при підтримці великої північно-американської авіакомпанії Pan American, отримала 32% власності панамського перевізника. Спочатку COPA працювала на внутрішніх перевезеннях, використовуючи невеликий флот повітряних суден «Copa Airships B1» і «Copa Airships B2». У 1930-х роках авіакомпанія вийшла на ринок міжнародних пасажирських перевезень, відкривши регулярні маршрути в Колумбію, Коста-Рику та на Ямайку. У 1941 році COPA повністю перейшла у власність панамських підприємців.
Аж до початку 1980-х, поки торгова марка COPA не придбала широку популярність за межами Панами, авіакомпанія відчувала серйозну конкуренцію з боку іншого перевізника Air Panama.
У 1979 COPA придбала свій перший реактивний літак Boeing 737-100, практично одночасно з цим повністю припинивши регулярні пасажирські перевезення на внутрішніх маршрутах. В наступному році авіакомпанія відкрила регулярні рейси в Сан-Хуан (Пуерто-Рико), Маямі (Флорида) і Домініканську Республіку. Boeing 737 залишався єдиним лайнером у флоті компанії, поки в 2005 році не були введені в експлуатацію літаки Embraer 190.

### Розвиток

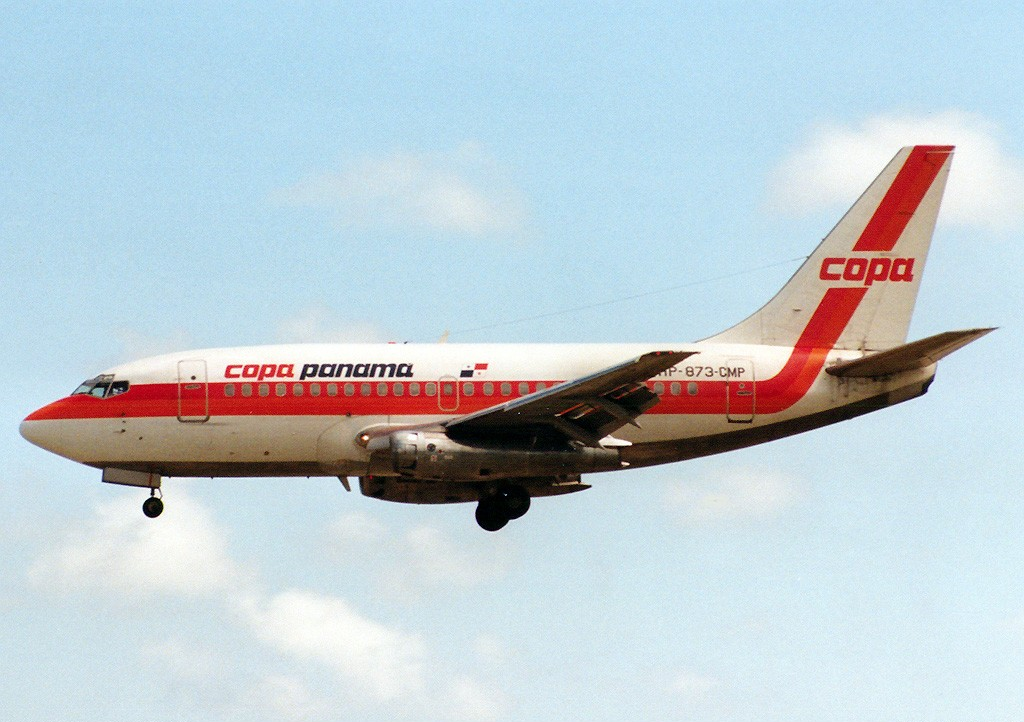
Boeing 737-112 авіакомпанії Copa Airlines в міжнародному аеропорту Маямі, 1990

У 1990-х маршрутна мережа продовжувала розширюватися, введені регулярні рейси в Буенос-Айрес (Аргентина), Сантьяго-де-Чилі (Чилі), Боготи (Колумбія), Гавану (Куба), Гуаякіль (Еквадор), Ліми (Перу), Мехіко (Мексика), Каракас (Венесуела) й інші аеропорти великих міст Латинської Америки.
У 1998 49% власності COPA було придбано магістральної авіакомпанією США Continental Airlines, тим самим було покладено початок великої маркетингової програми по рекламі бренду панамського перевізника та інтеграції його маршрутної мережі в мережу американського магістрала. 19 травня 1999 року Continental Airlines довела частку власності COPA до 51%, після чого панамська авіакомпанія змінила свій офіційний логотип і дизайн розмальовки літаків на схожі логотип і лівреї літаків Continental, а також стала повноправним оператором бонусної програми заохочення часто літаючих пасажирів OnePass. У зв'язку з проведенням публічного розміщення акцій у грудні 2005 року Continental Airlines зменшила частку власності COPA до 27,3%, а в наступному році — до 10 %. Партнерські відносини за програмою OnePass між авіакомпаніями діяли аж до злиття двох північно-американських магистралов Continental Airlines і United Airlines в 2010.
У 2000 відкрила регулярні маршрути в Лос-Анджелес, Канкун, Орландо (Флорида) і Сан-Паулу, а в наступному році — в Кіто (Еквадор).
У 2004 в маршрутну мережу було включено Міжнародний аеропорт імені Джона Кеннеді вНью-Йорку). У серпні того ж року компанія оголосила про укладення код-шерінгової угоди з мексиканської авіакомпанією Mexicana de Aviación, який діяв аж до кінця 2007.

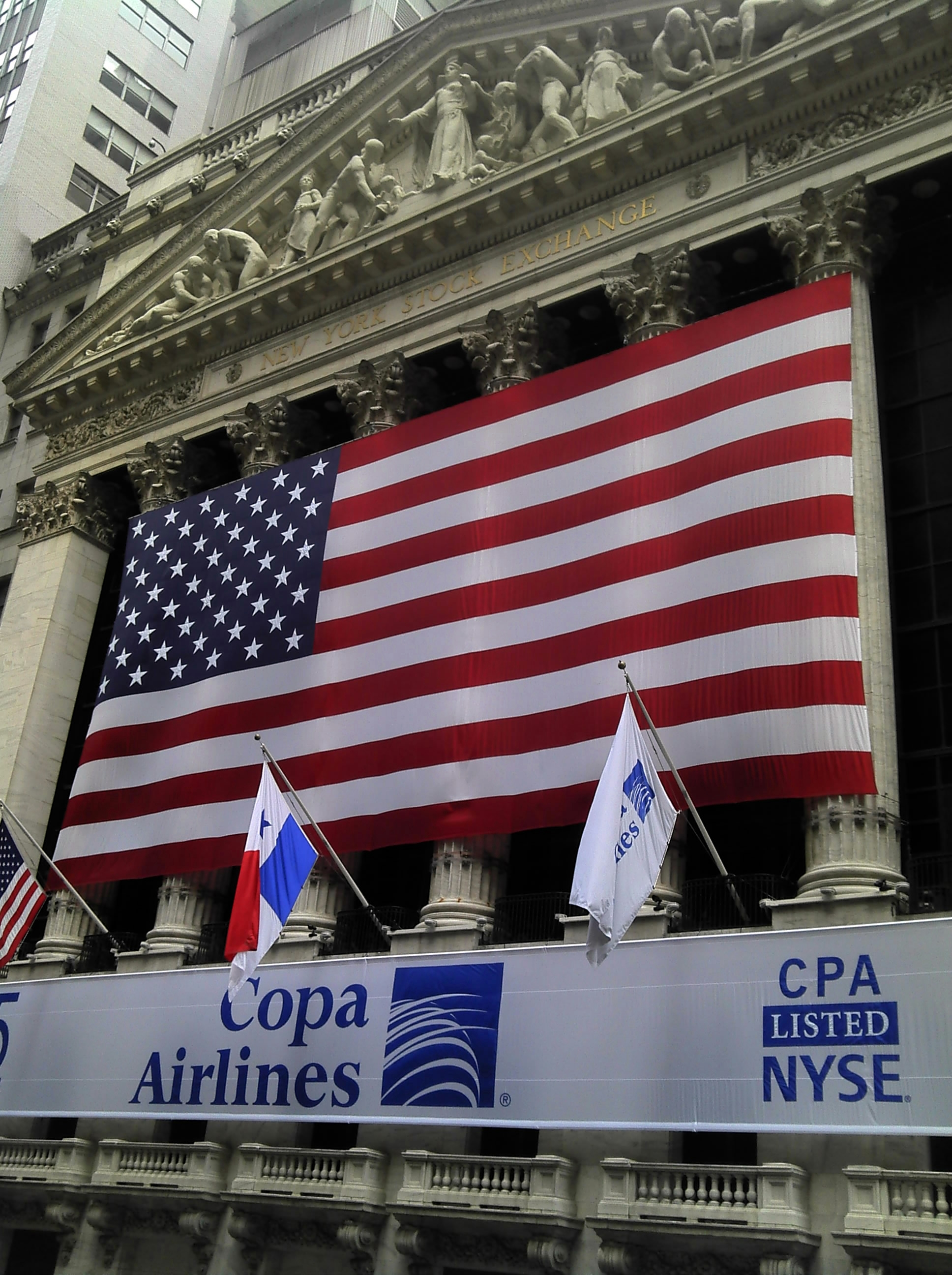
11 червня 2011 святкувала п'ятиріччя з дня розміщення власних акцій на Нью-Йоркській фондовій біржі

1 червня 2005 придбала 90% працює на внутрішньому ринку колумбійської авіакомпанії AeroRepública, провівши в подальшому повний ребрендинг авіаперевізника, змінивши його офіційна назва на Copa Airlines Colombia і істотно збільшивши флот і маршрутну мережу регулярних перевезень дочірньої компанії.
15 грудня 2005 керуючий холдинг Copa Holdings S. A. провів процедуру публічного акціонування, розмістивши 14 мільйонів власних акцій на Нью-Йоркській фондовій біржі, тим самим Copa Airlines стала четвертим за рахунком латиноамериканським авіаперевізником після чилійської LAN Airlines і бразильських авіакомпаній Gol Transportes Aéreos і TAM Airlines, акції яких були випущені у вільний обіг.
У 2006 керівництво оголосило про відкриття шести регулярних напрямків: в Манаус "(Бразилія), Маракайбо (Венесуела), Монтевідео (Уругвай), Ріо-де-Жанейро (Бразилія), Сан-Педро-Сула (Гондурас) і Сантьяго-де-лос-Кабальєрос (Домініканська Республіка). У тому ж році авіакомпанія ввела в експлуатацію шість літаків Embraer 190 і два лайнера Boeing 737.
У 2007 розширила маршрутну мережу регулярних перевезень рейсами в Кордови (Аргентина), Гвадалахару (Мексика), Пунта Кана (Домініканська Республіка) і Вашингтон (округ Колумбія, США). Флот компанії поповнився чотирма Embraer 190 і двома Boeing 737-800.
Протягом 2008 авіакомпанія ввела ще п'ять нових напрямків — в Порт-оф-Спейн (Тринідад і Тобаго), Белу-Орізонті (Бразилія), Валенсії (Венесуела), Ораньєстад (Аруба) і Санта-Крус-де-ла-Сьєрра (Болівія). У тому ж році компанія отримала чотири літаки Embraer 190 і один Boeing 737-800.
У травні 2008 Continental Airlines продала 4,38 мільйонів акцій Copa Airlines за 35,75 доларів США за штуку, загальна виручка з даної угоди склала 149,8 мільйонів доларів США. У тому ж році виконавчий директор авіакомпанії Педро Хейлброн у виступі на форумі Асоціації авіаперевізників Латинської Америки оголосив про рішення вийти з глобального авіаційного альянсу пасажирських перевезень SkyTeam і приступити до переговорів про вступ Copa Airlines в іншого альянсу Star Alliance.

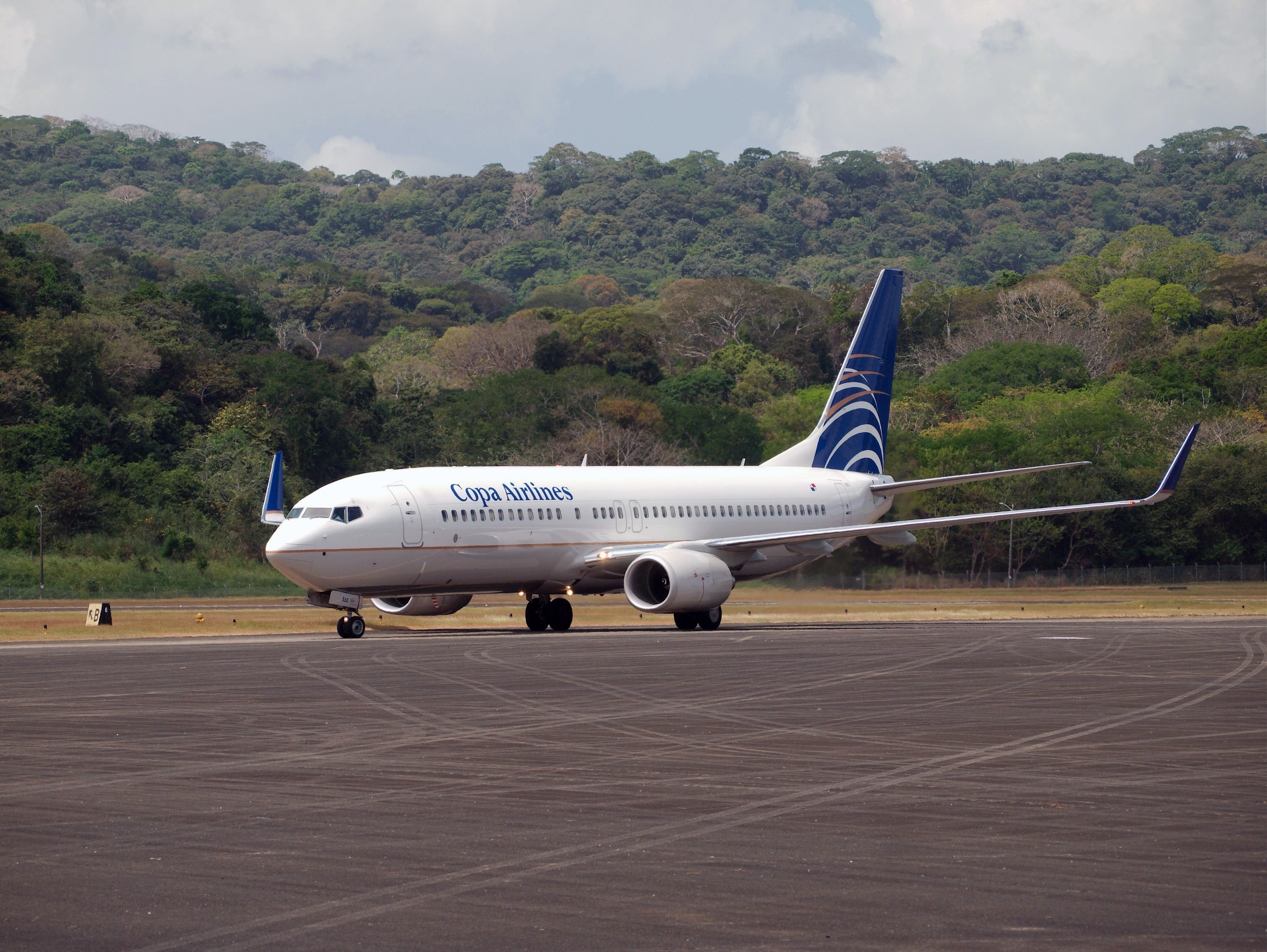
Більше половини повітряного флоту авіакомпанії складають літаки Boeing 737. На знімку Boeing 737-800

На початку 2009 офіційно заявила про вихід з SkyTeam слідом за своїм партнером авіакомпанією Continental Airlines. У тому ж році компанія отримала два літаки Boeing 737-800 і оголосила про розміщення замовлення на ще 13 лайнерів того ж типу з фірмовим знаком Боїнга «Sky Interior»..
У 2010 ввела новий регулярний маршрут у Сінт-Мартен, отримала дев'ять літаків Boeing 737-800 і повідомила про завершення переговорів щодо вступу в глобальний авіаційний альянс пасажирських перевезень Star Alliance. Дата набрання була намічена на середину 2012 року, виступив поручителем вже колишній партнер — північноамериканська магістральна авіакомпанія Continental Airlines.
У листопаді 2010 Copa Airlines і корпорація Boeing оголосила про розміщення твердого замовлення на 32 повітряні судна Boeing 737-800 з поставкою лайнерів в період з 2015 до 2018 року, і про додаткове опціон на десять літаків цього типу. Загальна сума угоди при цьому склала 1,7 мільярдів доларів США. Дане замовлення є найбільшим в історії Copa Airlines.

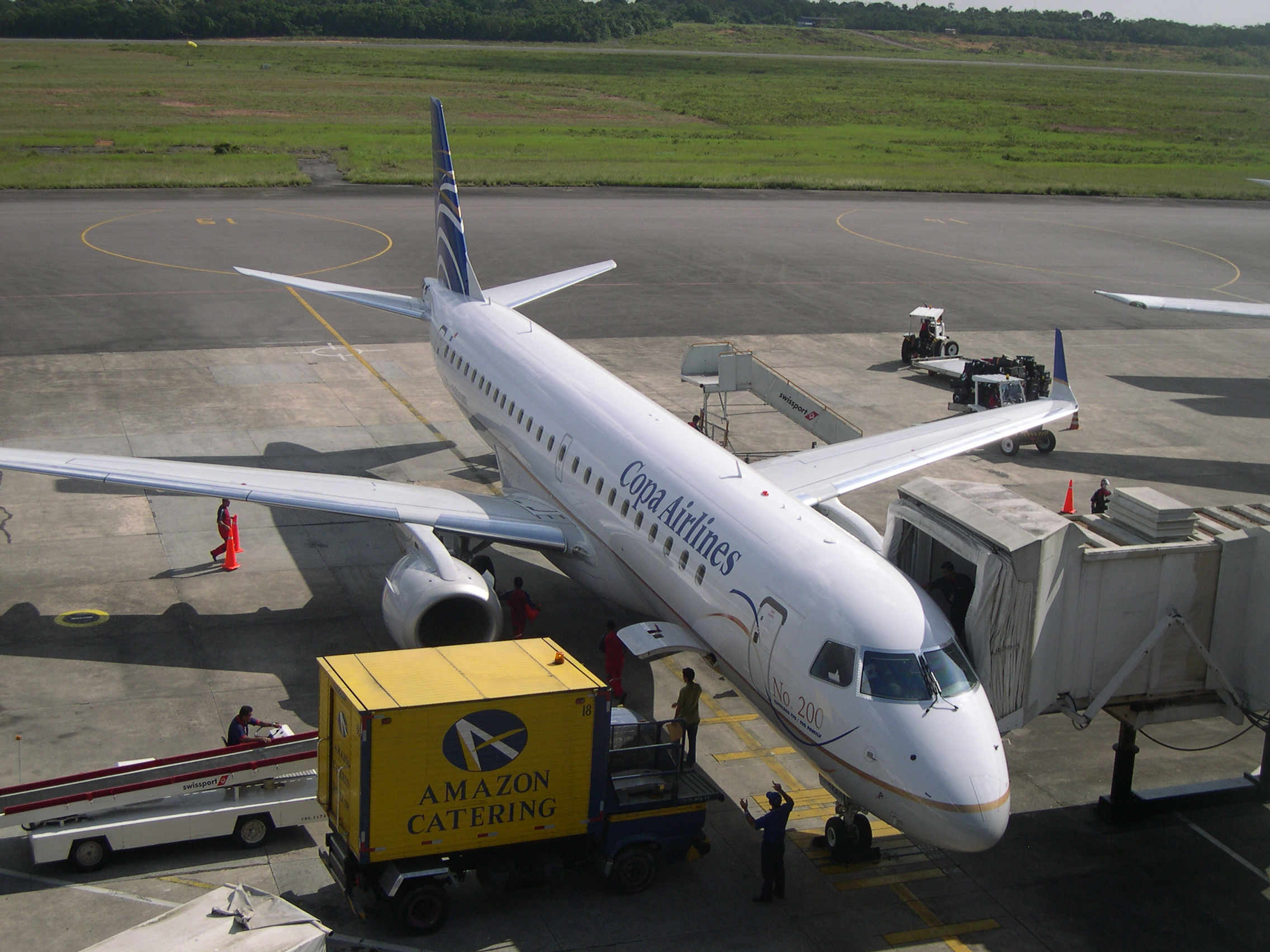
E-190 в Бразилії

У 2011 авіакомпанія запустила нові регулярні маршрути в Торонто (Канада), Бразиліа (Бразилія), Порту-Алегрі (Бразилія), Чикаго (Сполучені Штати Америки), Кукута (Колумбія), Монтего-Бей (Ямайка), Монтеррей (Мексика), Асунсьйон (Парагвай) і Нассау (Багамські Острови).
У тому ж році відкрила мобільну версію офіційного сайту http://m.copaair.com [Архівовано 17 березня 2011 у Wayback Machine.] з сервісом «Mobile Pass»^ електронної реєстрації пасажирів на рейси авіакомпанії та іншими функціональними можливостями, а також оголосила про укладення код-шерінгової угоди з флагманською авіакомпанією Еквадору TAME, яке вступило в силу з січня наступного року.
У 2012 відкрила п'ять нових регулярних маршрутів в Лас-Вегас (США), Ресіфі (Бразилія), Віллемстад (Кюрасао), Ліберії (Коста-Рика) і Ікітос (Перу). Компанія також уклала інтерлайн-угоди з другим за величиною авіаперевізником Панами Air Panama на всі рейси туристичних напрямків між Панамою і країнами Латинської Америки. Ця угода набула чинності 1 червня 2012 року, і Air Panama з того ж дня ввела рейси з панамського аеропорту Токумен в Колон і Бокас-дель-Торо.
У 2013 відкрила два нових маршрути в США: Бостон і Тампа.
10 жовтня 2023 року компанія розмістила замовлення на модернізацію деяких літаків, що дозволило заощадити 21 мільйон доларів США на витратах та авіаційне паливо і скоротити викиди вуглекислого газу на 63 000 тонн на рік. 
У січні 2014 року Copa Airlines оголосила про відкриття трьох нових маршрутів і оприлюднила свою бізнес-стратегію на рік, яка передбачала поставку восьми нових літаків Boeing 737-800 і збільшення частоти польотів за деякими напрямками. Новими пунктами призначення стали Монреаль (Канада), Форт-Лодердейл (США) та Джорджтаун (Гаяна). У липні авіакомпанія додала Кампінас (Бразилія) та Санта-Клара (Куба).
У січні 2015 року авіакомпанія оголосила про нові рейси до Вільяермоси (Мексика), Пуебли (Мексика) та Нового Орлеана (США). Три місяці потому авіакомпанія оголосила про ще один новий пункт призначення: Сан-Франциско, Каліфорнія, США. У липні 2015 року Copa Airlines оголосила про початок польотів до міста Беліз, які розпочалися в грудні 2015 року.
У квітні 2015 року авіакомпанія оголосила про замовлення 61 літака Boeing 737 MAX 8/9 на суму 6,6 мільярда доларів США.
У грудні 2016 року розпочала роботу колумбійська бюджетна авіакомпанія Wingo, що належить Copa.

^"Mobile Pass" доступна на рейсах з Панами, Колумбії, Сантьяго-де-Чилі, Гватемали, Гуаякіля, Манагуа і Монтевідео.

## Премії та нагороди

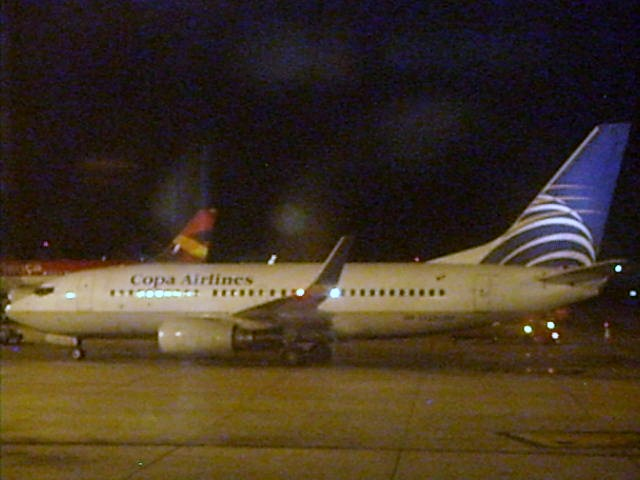
Boeing 737-700 в міжнародному аеропорту Боготи (Колумбія)

- Листопад 2002: «Кращий регіонал Латинської Америки» — журнали «PODER Magazine», Booz, Allen & Hamilton і Egon Zehnder International[27].
- Грудень 2002: «Туризм без кордонів» — премія Федерації туристичної Палати Центральної Америки.
- Квітень 2003: «Розвивається авіакомпанія року» — премія журналу AirFinance.
- Квітень 2004: «Краща авіакомпанія» — премія авторитетної британської компанії Skytrax в номінації авіакомпаній Центральної Америки, Мексики і Карибських островів.
- Червень 2004: «Серед 25 кращих роботодавців Латинської Америки» — журнал América Economía.
- Червень 2005: «Краща авіакомпанія» і «Найкраще обслуговування на борту» — премія британської компанії Skytrax в номінації авіакомпаній Центральної Америки, Мексики і Карибських островів[28].
- Червень 2006: «Краща авіакомпанія» і «Кращий кабінний екіпаж» — премія компанії в номінації авіакомпаній Центральної Америки, Мексики і Карибських островів[29].
- Жовтень 2006: «Один з десяти кращих роботодавців Латинської Америки» — журнал América Economía[30].
- Серпень 2009: «Досягнення життя» — премія журналу Airline Business.
- 2010 рік: «Краща авіакомпанія Мексики і Центральної Америки 2010 року» — World Travel Awards.
- Червень 2011: «Четверта авіакомпанія світу 2011 року» — журнал «Summa Magazine».
- Листопад 2011: «Краща авіакомпанія Мексики і Центральної Америки 2011 року» — World Travel Awards.

## Маршрутна мережа
У червні 2012 маршрутна мережа включала 64 напрямки по 29 країн Північної, Центральній і Південній Америках і на Карибських островах.

## Флот
У травні 2012 флот представляв 79 повітряних суден, середній вік яких становив 4,33 року
Компанія має власний код корпорації Boeing — V3, таким чином, що випускаються для Copa Airlines літаки мають префікс «V3» (наприклад лайнери Boeing 737-800 мають маркування Boeing 737-8V3):
- Copa Airlines була стартовим замовником літаків Embraer E-190 в Латинській Америці. Авіакомпанія виконує рейси з найбільшою дальністю в світі для лайнерів Boeing 737-700, обслуговуючи маршрут між Панамою і Монтевідео в Уругваї.
- Середній вік повітряного флоту авіакомпанії становить 4,3 років на травень місяць 2012 року.
- У жовтні 2004 року Copa Airlines оголосила про замовлення десяти нових літаків Embraer E-190 з додатковим опціоном ще на 20 суден. Пізніше обсяг опціону був збільшений ще на п'ять лайнерів. Шість літаків поставлені у першій чверті 2007 року[32]. У червні того ж року отримала сьомий Embraer E-190 і ще чотири-до кінця 2007 року. Салони літаків скомпоновані 10-місцевим бізнес-класом («Clase Ejecutiva») і 84-місцевим економічним класом[33][34][35][36][37].
- 31 травня 2007 року керівництво Copa Airlines озвучив намір придбати чотири лайнера Boeing 737-800 і десять Embraer E-190 за каталожними цінами корпорації Boeing, розраховуючи на загальну суму угоди в 1,1 мільярда доларів США[38].
- 30 грудня 2008 року авіакомпанія оголосила про розміщення замовлені на чотири нові Boeing 737-800[39][40][41].
- 16 липня 2009 року Copa Airlines повідомила про додаткове замовлення 13 лайнерів Boeing 737-800 з новим фірмовим інтер'єром пасажирських салонів «Sky Interior».
- 30 листопада 2010 року Copa Airlines і Boeing оголосила про розміщення твердого замовлення на 32 літака 737-800 з планованої поставкою в період з 2015 по 2018 роки, і про опціон ще на десять повітряних суден того ж типу. Загальна сума угоди склала 1,7 мільярдів доларів США.

## Сервіс

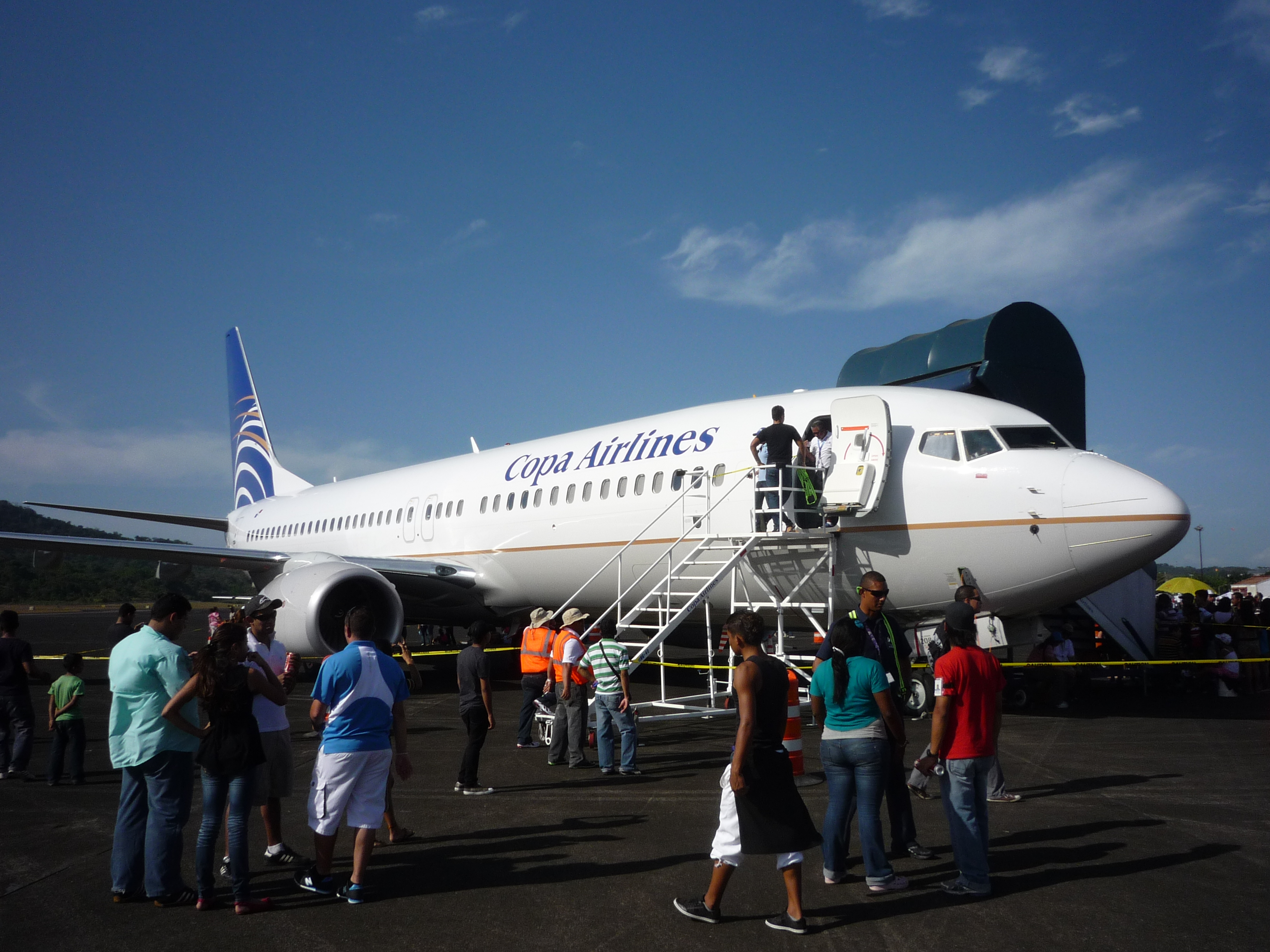
Boeing 737-800 авіакомпанії Copa Airlines на авіабазі Хауард, 2012 рік

### Бізнес-клас
Пасажирам бізнес-класу пропонуються наступні сервіси і послуги: окремі стійки реєстрації в аеропортах, широкі шкіряні крісла в спеціальному салоні бізнес-класу, різноманітне меню, великий вибір алкогольних та безалкогольних напоїв, подушки і пледи в залежності від тривалості польоту, а також додаткові милі для всіх учасників бонусної програми заохочення часто літаючих пасажирів MileagePlus і доступ до залів підвищеної комфортності United Club/Copa Club. На рейсах з Панами до послуг пасажирів свіжі випуски трьох панамських газет.
Крім цього, кожному пасажиру бізнес-класу на далеких рейсах видаються набір туалетного приладдя, рушники, гаряча вода в окремих пляшках та безкоштовно надається сервіс розваги в польоті, що включає трансляцію декількох музичних радіостанцій, показ фільмів і серіалів.

### Економічний клас
Пасажири салону економічного класу мають доступ до деяких сервісних послуг на борту таким, як система розваги в польоті на літаках Boeing 737 (перегляд фільмів, телепрограм і прослуховування музичних радіостанцій). Без додаткової оплати надаються гарячий сніданок і безалкогольні напої.

### Система розваг в польоті
Пасажирські місця в салонах всіх лайнерів Boeing 737 авіакомпанії обладнані системою розваги в польоті. На всіх рейсах пропонується великий вибір фільмів, крім того, на рейсах тривалістю 5,5 і більше годин транслюються телевізійні серіали. Флот Copa Airlines обладнаний радиоантеннами для прийому 12 музичних радіостанцій. До послуг пасажирів також бортовий журнал «Panorama de las Americas» авіакомпанії, в якому можна знайти статті не тільки про її діяльність, але й огляди світової економіки, бізнесу та підприємницької діяльності, науки і техніки та багато іншого.

## MileagePlus

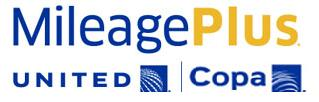
Логотип програми «MileagePlus»

У партнерстві з магістральної авіакомпанії United Airlines COPA використовують бонусну програму заохочення часто літаючих пасажирів MileagePlus. Учасникам програми при накопиченні бонусних миль пропонуються безкоштовні авіаквитки і підвищення класу польоту.
Програма містить п'ять статусних рівнів: «Premier», «Premier Silver», «Premier Gold», «Premier Platinum» і «Premier 1K». На всіх рівнях бонусної програми до послуг пасажирів пріоритетна реєстрація авіаквитків і позачергове оформлення багажу.
Раніше Copa Airlines була повноправним членом програми OnePass, а після злиття Continental Airlines і United Airlines з 3 березня 2012 року перейшла на загальну програму MileagePlus об'єднаного авіаперевізника.
Компанії, які надають в оренду автомобілі — партнери авіакомпанії Copa Airlines:
| - Advantage - Alamo - Avis - Budget - Dollar | - Hertz - National - Sixt - Thrifty |

## Copa Club
Авіакомпанія Copa Airlines спільно з United Airlines пропонує пасажирам сервіс власних залів підвищеної комфортності «Copa Club», які розташовані у міжнародних аеропортах Панами (Токумен), Санто-Домінго (Санто-Домінго) і Гватемали (Ла-Аврора). Крім того, власники карт Copa Club мають доступи до залів підвищеної комфортності всіх авіакомпаній — партнерів Copa Airlines по Star Alliance, і навпаки.
| Аеропорт                          | Місто         | Країна                   |
| --------------------------------- | ------------- | ------------------------ |
| Міжнародний аеропорт Токумен      | Панама        | Панама                   |
| Міжнародний аеропорт Лас-Америкас | Санто-Домінго | Домініканська Республіка |
| Міжнародний аеропорт Ла-Аврора    | Гватемала     | Гватемала                |

## Код-шерінгові угоди
З такими авіакомпаніями Copa Airlines має договори код-шерінга (даний список не включає в себе всіх членів глобального альянсу Star Alliance):
- Aeroméxico
- Cubana de Aviación
- Gol Transportes Aéreos
- KLM
- Condor Flugdienst
- TAME
- Air Panama 1

## Авіаподії і нещасні випадки
- 7 серпня 1994 року. В аеропорту Манагуа терористом здійснена невдала спроба захоплення літака, що летів з Гватемали в Панаму [43].